# Phyllanthus ardisianthus
Phyllanthus ardisianthus är en emblikaväxtart som beskrevs av Airy Shaw och Grady Linder Webster. Phyllanthus ardisianthus ingår i släktet Phyllanthus och familjen emblikaväxter. Inga underarter finns listade i Catalogue of Life.